# Ana Mato
Ana Mato Adrover (Madrid, 24 de septiembre de 1959) es una política española, militante del Partido Popular. Fue diputada del Parlamento Europeo entre 2004 y 2008 y vicesecretaria general del Partido Popular, encargada de la organización del partido y de temas electorales, entre 2008 y 2012. Ministra de Sanidad, Servicios Sociales e Igualdad desde el 22 de diciembre de 2011 hasta el 26 de noviembre de 2014, cuando dimitió al ser imputada como partícipe a título lucrativo de los delitos cometidos por su marido en la trama Gürtel.

## Biografía
Hija del alférez de navío Ángel Mato López y de su esposa, Ana María Adrover Dávila. Es hermana de Gabriel Mato, también político del Partido Popular. Estuco casada hasta 2005 con Jesús Sepúlveda, exalcalde de Pozuelo de Alarcón del PP, con el que tiene tres hijos.
Es licenciada en Ciencias Políticas y en Sociología por la Universidad Complutense de Madrid. Fue profesora tutora de la UNED.
Inició su andadura política en Alianza Popular en 1983, como jefa del departamento de Autonomías de Alianza Popular y coordinadora de la Interparlamentaria Popular, cargo ocupado hasta 1987 y que deja para irse de la mano de José María Aznar tras ser elegido presidente de la Junta de Castilla y León en 1987, quien la convirtió en asesora de su gabinete. Al equipo de gente de confianza que formó Aznar a su alrededor en aquellos años se le conoce como «Clan de Valladolid». A este equipo pertenecieron dirigentes del PP, como su por entonces marido, Jesús Sepúlveda, Miguel Ángel Rodríguez (MAR), Miguel Ángel Cortés o la que posteriormente fue ministra de Educación, Pilar del Castillo, entre otros. Permaneció en este puesto hasta enero del 1991.
Posteriormente fue portavoz del Grupo Parlamentario Popular en RTVE entre 1993 y 1996, y de Transportes y Telecomunicaciones en las Legislaturas V, VI y VII.
En 1991, tras las elecciones a la Comunidad de Madrid se convierte en diputada autonómica, cargo que ocuparía hasta 1993, cuando se convierte en diputada nacional al obtener su escaño en el Congreso de los Diputados en las elecciones generales españolas de 1993 por el Partido Popular. Desde enero de 1999 es miembro del Comité Ejecutivo Nacional del PP.

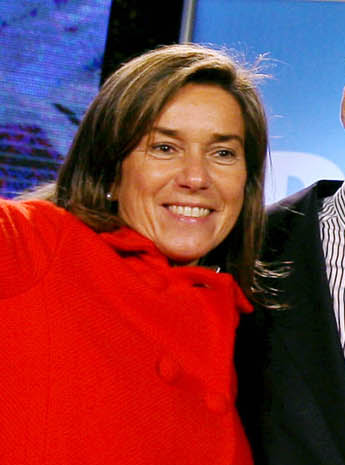
Fotografiada en febrero de 2008

Entre enero de 1999 hasta 2004 fue presidenta de la Comisión Nacional de Ciencia y Tecnología del PP, y hasta 2003 coordinadora de Participación y Acción Sectorial del PP. Entre julio de 2003 y abril de 2004 fue coordinadora de Organización del Partido Popular. Fue diputada nacional hasta 2004, fecha en la que se presentó a las elecciones al parlamento europeo de ese año, obteniendo su plaza de europarlamentaria por el Partido Popular Europeo.
En las elecciones generales de 2008 figuró como número 3 en la circunscripción de Madrid por el Partido Popular. Obtuvo la Medalla al Mérito de las Telecomunicaciones.
El 22 de diciembre de 2011 fue nombrada ministra de Sanidad, Servicios Sociales e Igualdad.
El 26 de noviembre de 2014, tras el cierre por parte del juez Pablo Ruz de la investigación de la primera parte del caso Gürtel, Ana Mato dimitió al considerarla el juez "partícipe a título lucrativo" por haber disfrutado supuestamente de viajes y regalos de miembros de la trama a su entonces marido Jesús Sepúlveda. Le sucedió en el Ministerio de Sanidad Alfonso Alonso. El 31 de octubre de 2015 comunica que no estará en las listas del Partido Popular para las siguientes elecciones y que abandona definitivamente la primera línea de la política. El 24 de mayo de 2018 la Audiencia Nacional consideró como probada la participación de Ana Mato en la trama de corrupción del Partido Popular siendo multada con 27 857€.

## Polémicas

### Caso Gürtel
El 26 de noviembre de 2014 el magistrado de la Audiencia Nacional Pablo Ruz la señaló como partícipe a título lucrativo de los delitos supuestamente cometidos por su exmarido en la trama Gürtel, lo que precipitó su dimisión como ministra de Sanidad., caso sin sentencia a fecha de enero de 2015.
Su marido fue acusado de malversación de caudales públicos, cohecho y prevaricación desde 2009, entonces dimite como alcalde de Pozuelo de Alarcón, pero sigue trabajando para el PP hasta el 11 de febrero de 2013 cuando María Dolores de Cospedal, secretaria general del Partido Popular, anuncia su despido del partido con una indeminzación de 229 000 euros.
En mayo de 2014 un informe de 382 folios de la Hacienda Pública para el juez del caso Gürtel confirma que el marido de Ana Mato, Jesús Sepúlveda recibió 546 000 euros de la trama Gürtel entre 2000 a 2005. La mayor parte, 477 090 euros, fue en metálico y en sobres, además de pagarle a él y a su familia un total de 50 330 euros en viajes y 5137 euros en fiestas de cumpleaños a sus hijos. Además le regalaron gran parte de 4 coches de lujo, y bolsos de lujo anotados como «Obsequio Ana Mato».
El informe de la Hacienda Pública relata como las sociedades de Francisco Correa contrataban con el Ayuntamiento mediante varias empresas intermediarias que no generaban servicios reales, y pagándose todas las facturas directamente con contratos menores para evitar ser expuestas a concurso público. Correa también actuó como comisionista al 4 % para los contratos con la Constructora Hispánica. Otra de las contrapartidas emanantes de esta relación con el Ayuntamiento de Pozuelo de Alarcón fueron 84 141 euros de gastos electorales del Partido Popular que pagó la red Gürtel.

### Ébola en España
El 6 de octubre de 2014, tras la repatriación en agosto de dos religiosos españoles infectados por el ébola en el brote en África Occidental, una de las asistentes  sanitarias que atendió al religioso español, resultó infectada por el virus, convirtiéndose así, debido probablemente a un fallo humano, en la primera infección de ébola contraída en Europa durante este brote.
Este hecho provocó un alud de críticas hacia la actuación de Mato, incluso desde los propios profesionales de la salud, que afirmaron que tanto las instalaciones donde se había tratado a los religiosos como su personal no estaban preparados para contener el ébola.

### Niños andaluces
En 2008 se vio envuelta en una polémica al asegurar en una entrevista que «los niños andaluces son prácticamente analfabetos», mientras que, según sus palabras, los de La Rioja «son los que más saben», y más tarde rectificó por haber utilizado una expresión «muy poco afortunada» para poner de manifiesto que «en España existen diferentes niveles educativos entre las comunidades autónomas», entre las que Andalucía se sitúa «en el último lugar, según los informes internacionales».
En octubre de 2011, la polémica se produjo de nuevo tras unas declaraciones a los medios, en los que objetó que «los niños andaluces impartían las clases en el suelo» enseñando una foto en la que la maestra les estaba contando un cuento a los alumnos, y para hacerlo se sentaron todos en el suelo.
Aun así, la Junta de Andalucía reconoció que a comienzos de curso faltaban pupitres en algunas aulas andaluzas y destituyó al responsable.